# جوسي بجورلينج
جوسي بجورلينج بالإنجليزية Jussi Björling (و. 5 فبراير 1911 – ت. 9 سبتمبر 1960) تينور سويدي.
كان مدرسه الأول هو والده الذي كان مغني محترف التحق بكنسرفتوار ستوكهولم عام 1928 وصار عضوا في أوبرا السويد عام 1930 حيث ظهر أول مرة في دور «دون أوتافيو» في أوبرا «دون جيوفاني» لموتسارت وغنى في قاعة كارنيجي عام 1937 وظهر أول مرة في أوبرا متروبوليتان عام 1938 في دور رودلفو في أوبرا «البوهيمية» لبوتشيني. بعد قضاء سنوات الحرب في السويد عاد إلى أوبرا متروبوليتان عام 1945 وقدم عروضه بانتظام هناك على مدار العقد التالي. كان مطربا متلونا فامتلك صوت ذي جمال فضي وظفه بأناقة وأسلوب لا يعيبه شيء. فصاحته في اللغات كانت فائقة. في حين كان يملك برامج حفلات متعددة ركز اساسا على الأدوار الغنائية لفيردي (الدوق في ريجوليتو، مانريكوف في الترافاتور وريكاردو في الحفل التنكري وبوتشيني (خاصة رودلفو وكافردوسي في توسكا).

## وصلات خارجية
- جوسي بجورلينج على موقع IMDb (الإنجليزية)
- جوسي بجورلينج على موقع الموسوعة البريطانية (الإنجليزية)
- جوسي بجورلينج على موقع مونزينجر (الألمانية)
- جوسي بجورلينج على موقع ميوزك برينز (الإنجليزية)
- جوسي بجورلينج على موقع إن إن دي بي (الإنجليزية)
- جوسي بجورلينج على موقع أول ميوزيك (الإنجليزية)
- جوسي بجورلينج على موقع ديسكوغز (الإنجليزية)
- جوسي بجورلينج على موقع قاعدة بيانات الفيلم (الإنجليزية)

1. ↑  Sveriges dödbok 1830–2020 (بالسويدية) (8th ed.), Sveriges Släktforskarförbund, november 2021, QID:Q110037048 {{استشهاد}}: تحقق من التاريخ في: |publication-date= (help)
2. ↑  NPR Encylopedia of Classical Music